# Znak Anglie
Znak Anglie, jedné ze zemí Spojeného království,  se třemi zlatými lvy v červeném poli, se začal používat v ustálené formě jako osobní znak králů z dynastie Plantagenetů, kteří začali vládnout v Anglii rokem 1154. Erb doložený z doby Richarda Lvího Srdce posloužil jako základ pro znak Anglie. Angličtí králové jej často kombinovaly se zlatými liliemi v modrém poli, znakem francouzského království, na které si od dob stoleté války činívali nárok. Od počátku spojování království (1603) se anglický znak objevuje jako součást znaku Spojeného království.
V červeném poli tři zlatí leopardi s modrou zbrojí a jazykem. V českém blasonu vycházejícího z francouzské tradice je toto zobrazení lva nazýváno leopard, v anglickém blasonu se používá three lions passant guardant (francouzsky „kráčející hledící lvi“).

## Historické znaky Anglického království

1154–1189 (údajná podoba)
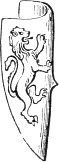
První velká pečeť krále Richarda Lvího srdce
1189–1198 (údajná podoba)
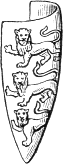
Druhá velká pečeť Richarda Lvího srdce
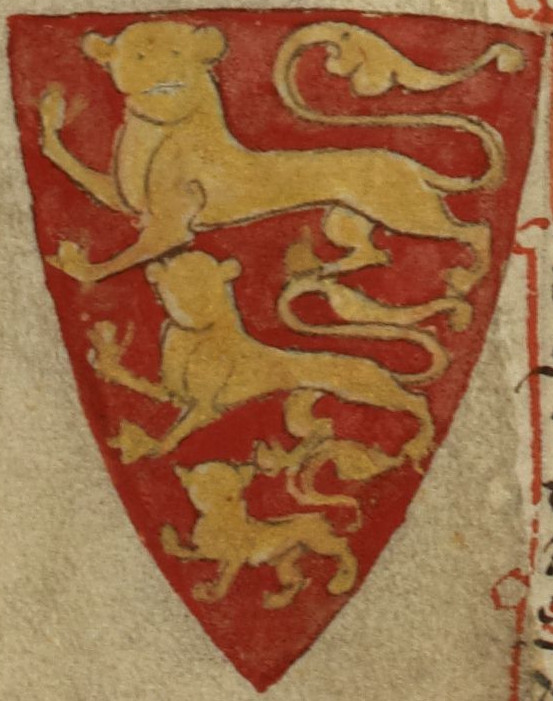
Erb rodu Plantagenetů na iluminaci Matthewa Parise
1198–1340 1360–1369
Královský erb Eduarda III. (1327–1377)
1340–1367 1369–1395 1399–1406
1395–1399
1406–1422 1461–1470 1471–1554 1558–1603
1554–1558
1603–1649 1660–1689 1702–1707
1689–1694
1694–1702
1702–1707

## Předcházející znaky
Znaky zde uvedené byly dřívějším panovníkům přisouzeny až retrospektivně. V době, kdy heraldika ještě nebyla zavedena, nebo se teprve vyvíjela, nebylo užíváno žádného znaku pro království nebo panovníka. Pozdější generace tak pro historické nebo umělecké účely přisoudili panovníkům rané historie smyšlené erby.

Znak přisouzený Ethelredovi II. (978–1013)
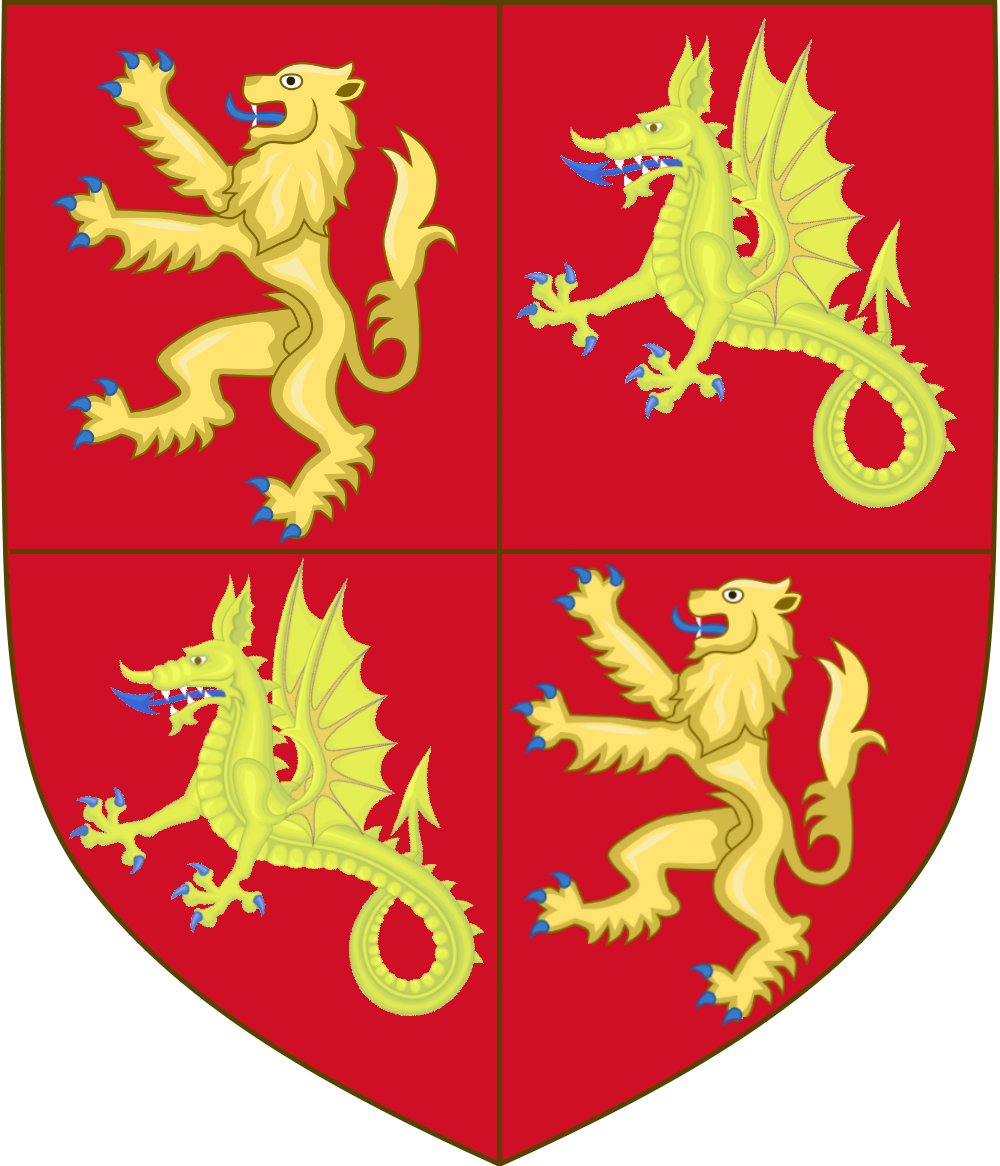
Znak přisouzený Knutovi Velikému (1016–1035)
Znak přisouzený Eduardu III. Vyznavači (1042–1066)
Znak přisouzený Haroldu II. Godwinsonovi (1066–1066)
Znak přisouzený Štěpánovi III. z Blois (1135–1154)